# Joachim Rukwied

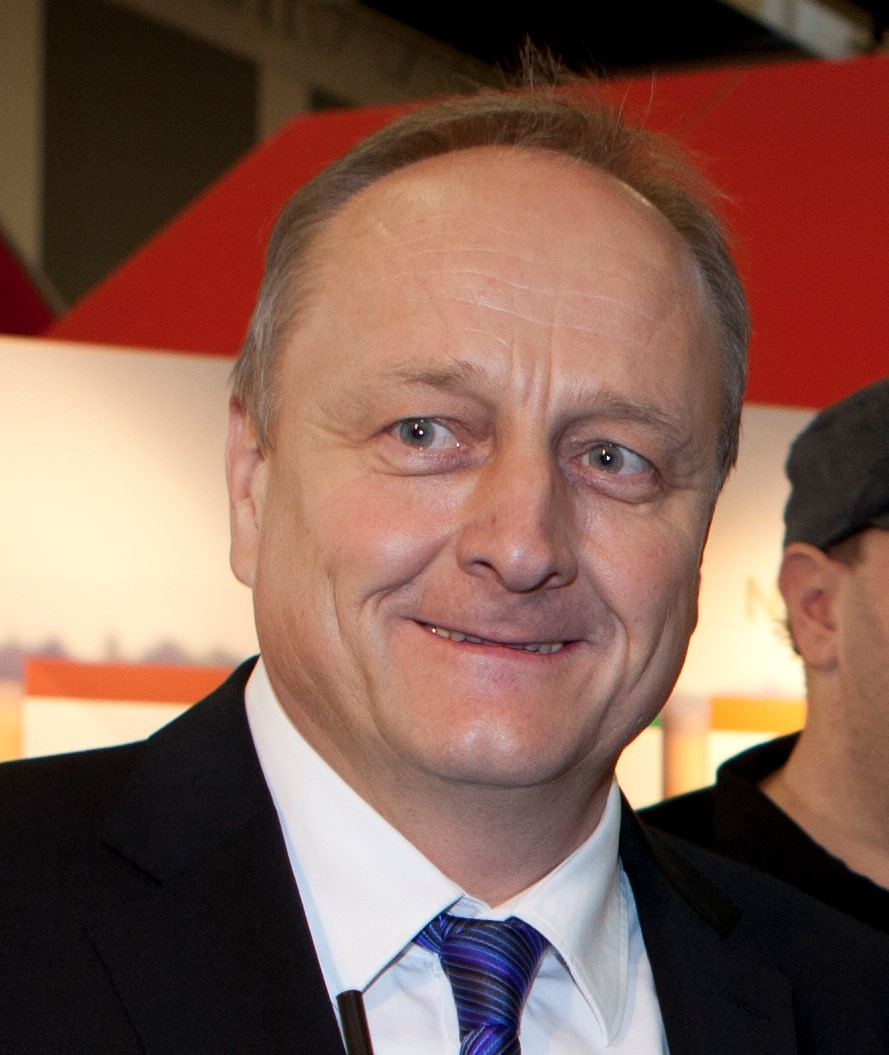
Joachim Rukwied (2015)

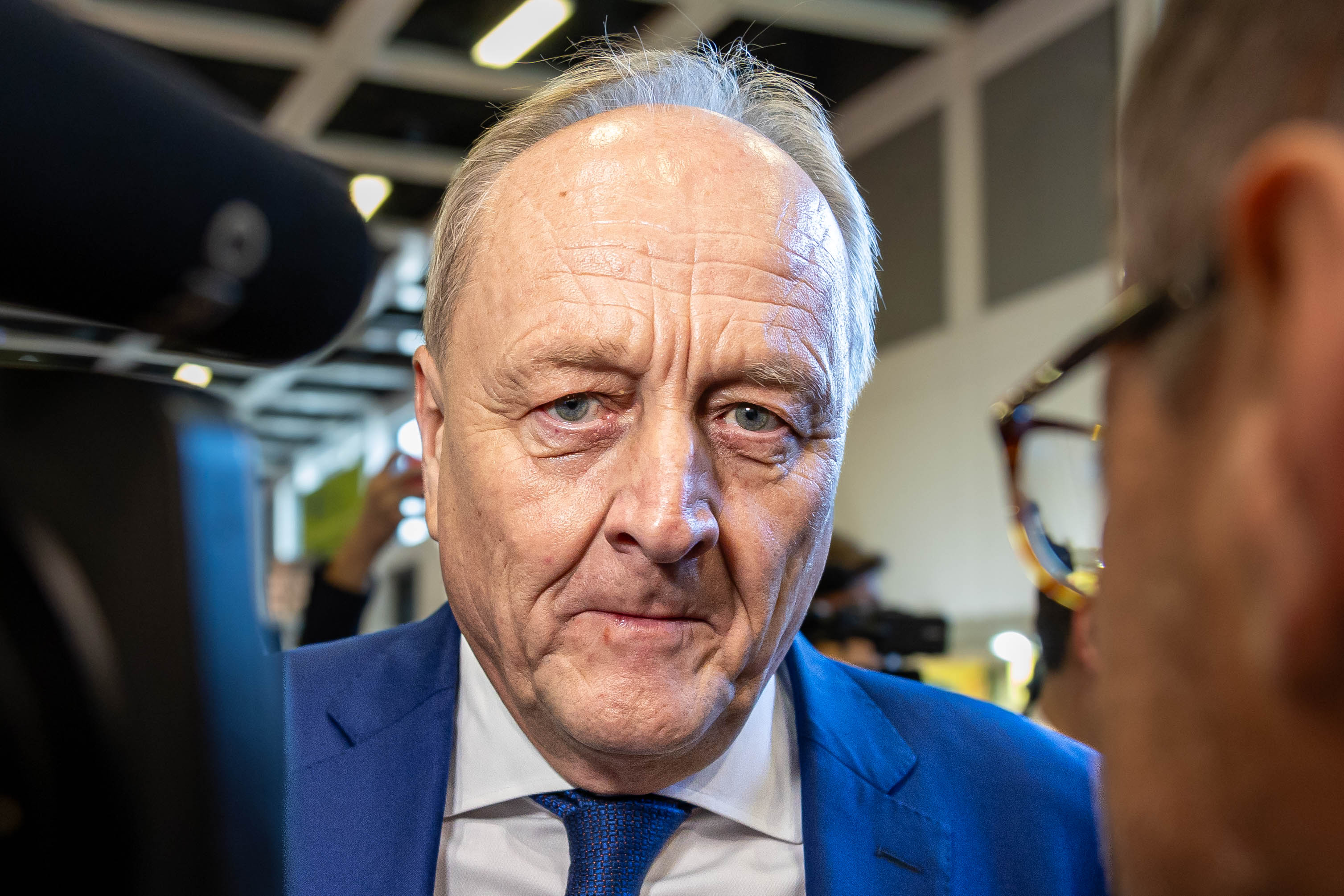
Joachim Rukwied, Grüne Woche Berlin (2024)

Joachim Rukwied (* 20. August 1961 in Heilbronn) ist ein deutscher Landwirt und Agrarfunktionär. Er ist seit 2006 Präsident des Landesbauernverbandes in Baden-Württemberg und seit 2012 auch Präsident des Deutschen Bauernverbandes. Von 2017 bis 2020 war er zudem Präsident des europäischen Bauern-Dachverbandes COPA.

## Leben und Wirken

### Ausbildung und eigener Landwirtschaftsbetrieb
Rukwied machte nach dem Abitur eine Ausbildung zum Landwirt. Er studierte dann an der Fachhochschule Nürtingen Agrarwirtschaft mit Schwerpunkt Betriebswirtschaft und Abschluss Diplom-Ingenieur (FH). Ab 1987 beteiligte er sich als Partner einer Gesellschaft bürgerlichen Rechts (GbR) am elterlichen Hof in Eberstadt im Landkreis Heilbronn, der damals 80 Hektar Land und 25 Milchkühe umfasste (die durchschnittliche Hofgröße in dieser Region lag im Jahr 2012 bei 32 Hektar).
1994 übernahm er den Hof. Seither führt er den Betrieb in achter Generation weiter. Er beendete die Milchviehhaltung. Im Jahr 2012 bewirtschaftete er 290 Hektar. Damals baute er Getreide, Zuckerrüben, Raps, Mais und Kohl an, außerdem betrieb er auf acht Hektar Fläche Weinbau. Als Rukwied im Jahr 2019 gefragt wurde, ob er als Präsident des Deutschen Bauernverbandes noch selbst als Landwirt arbeite, antwortete er: „Nicht so oft, wie ich es gern würde. Bei der Weinlese oder bei der Kohlernte bin ich noch tageweise dabei.“
Rukwied hat seine Ackerflächen durch Pacht konsequent vergrößert. Eine Bekannte berichtete gegenüber dem Spiegel, Rukwied habe ihr gesagt, er werde bei Verpachtungen „meistbietend zuschlagen“, solange er es könne. Im Jahr 2019 bewirtschafte Rukwied gut 350 Hektar Land und erhielt dafür knapp 100.000 Euro Agrarsubventionen von der EU. Laut der Zeitschrift Capital erhielt er für den Acker- und Weinbau auf 360 Hektar Fläche im Jahr 2022 rund 109.000 Euro EU-Subventionen.

### Kommunalpolitik
Rukwied war von 1994 bis 2009 für die CDU Mitglied des Eberstadter Gemeinderats und Bürgermeister-Stellvertreter sowie von 2003 bis 2009 Kreisrat im Kreistag des Landkreises Heilbronn. Diese Ämter gab er von sich aus ab, um sich auf die berufsständischen Aufgaben zu konzentrieren. Dies betrifft auch seine Funktion als Ortsvorsitzender der CDU Eberstadt.

### Ämter und Funktionen

#### Landesbauernverband in Baden-Württemberg
Seit 2000 war er Vorstandsmitglied des Landesbauernverband in Baden-Württemberg, seit 2002 geschäftsführend. Am 2. Oktober 2006 wurde er dessen Präsident. Im Juni 2010 wurde er wiedergewählt.

#### Deutscher Bauernverband
Beim Deutschen Bauernverband war Rukwied zunächst für die Öffentlichkeitsarbeit zuständig. Seit dem 27. Juni 2012 ist er Präsident des  Deutschen Bauernverbandes. Er wurde Nachfolger von Gerd Sonnleitner. Die Wahl fand beim Deutschen Bauerntag 2012 in Fürstenfeldbruck statt, Rukwied erhielt 95,4 Prozent der abgegebenen gültigen Delegiertenstimmen. Im Vorfeld der Wahl hatte sich der Verband auf Rukwied als einzigen Kandidaten geeinigt.

#### Weitere berufsständische Funktionen
- 1989 war Rukwied Mitbegründer und danach Vorsitzender des Landwirtschaftlichen Beratungsdienstes für Kartoffeln und Gemüse im Kreis Heilbronn.[2]
- Seit 1993 war er stellvertretender Vorsitzender des Kreisbauernverbandes Heilbronn. Im Februar 1996 wurde er zum Vorsitzenden gewählt.[2]
- Von März 1997 bis Frühjahr 2006 war Rukwied als Vertreter der Landwirte und stellvertretender Vorsitzender in der Landesbraugerstenstelle Baden-Württemberg e. V.[2]
- Seit November 2000 war er ehrenamtlich Mitglied im Verbandsausschuss baden-württembergischer Zuckerrübenanbauer, von April 2001 an erster stellvertretender Vorsitzender. 2004 übernahm er den Vorsitz.[2]
- Im Jahr 2013 war Rukwied Mitglied im Bundesausschuss Obst und Gemüse sowie im Arbeitsausschuss Vertragsgemüse des Zentralverbandes Gartenbau.[12]
- Von September 2017[13] bis September 2020[14] war Rukwied Präsident des europäischen Bauern-Dachverbandes COPA.
- Rukwied ist Präsident des Forums Moderne Landwirtschaft.
- Er ist Vorstandsmitglied im Verband Süddeutscher Zuckerrübenanbauer.[15]
- Rukwied ist seit 2008[6] Mitglied im Rundfunkrat des SWR.[16] Im Rundfunkrat sowie im Landesprogrammausschuss Baden-Württemberg[17] ist er entsandter Vertreter der Bauernverbände Baden-Württemberg und der Landfrauenverbände Baden-Württemberg (Landfrauenverband Württemberg-Baden und Landfrauenverband Württemberg-Hohenzollern).[18]

#### Aufsichtsrats- und Verwaltungsratsposten
Rukwied ist seit 2007 Mitglied im Aufsichtsrat der Südzucker AG, was ihm im Geschäftsjahr 2023/2024 eine Vergütung von 81.667 Euro einbrachte. Er ist Mitglied in den Aufsichtsräten der BayWa (Vergütung im Geschäftsjahr 2023: 75.190 Euro (22 Prozent Steigerung gegenüber 2022)) und der Messe Berlin (Vergütung 2023: 8.700 Euro). Beim Softwareunternehmen Land-Data GmbH ist er Vorsitzender des Aufsichtsrats.
Er ist Vorsitzender des Verwaltungsrats der Landwirtschaftlichen Rentenbank, 2023 vergütet mit 46.000 Euro, und Mitglied im Verwaltungsrat der Kreditanstalt für Wiederaufbau (KfW), 2023 vergütet mit 5.600 Euro (Stand Januar 2024).
Laut dem Fernsehmagazin Monitor hatte Rukwied im Jahr 2020 mindestens acht vergütete Mandate in Aufsichts- und Verwaltungsräten (unter anderem bei Südzucker, der BayWa, der Messe Berlin, der KfW und zwei landwirtschaftlichen Dienstleistungsunternehmen). Für diese Aufsichtsratstätigkeiten erhielt er nachweislich mindestens 167.000 Euro und schätzungsweise insgesamt 200.000 Euro. Der Bauernverband ließ über eine Rechtsanwaltskanzlei mitteilen, dass die von Monitor aufgelisteten Bezüge „nicht den tatsächlichen Gegebenheiten“ entsprächen und auch nicht veröffentlicht werden dürften. Es handele sich um Nebentätigkeiten, die der Präsident des Deutschen Bauernverbandes in seiner Freizeit erwirtschafte, daher bestehe „kein öffentliches Interesse“.

### Positionen zur Landwirtschaft
Den Anbau gentechnisch veränderter Pflanzen lehnt Rukwied allein deswegen ab, weil er in Deutschland dafür bisher keine Marktakzeptanz beim Verbraucher sieht. Die Forschung zur Agrargentechnologie soll aber fortgesetzt werden. Flächenstilllegungen, also den zeitweisen oder dauerhaften Nutzungsstopp auf landwirtschaftlichen Böden, lehnt er als Verschwendung ab, Umwidmungen in Produktionsfläche für Energiepflanzen begrüßt er. Pläne der EU für ein sogenanntes „Greening“ ihrer Subventionspolitik, also eine Pflicht zur Einhaltung bestimmter Umweltstandards und zu umweltgerechter Bewirtschaftung bestimmter Flächenanteile als Voraussetzung jeglicher Zahlungen, lehnt er als existenzgefährdend ab.

### Privates
Rukwied ist verheiratet, er hat einen Sohn und zwei Töchter.

## Auszeichnungen
- 2017: Ordre du Mérite agricole (Landwirtschaftlicher Verdienstorden Frankreichs) in der Stufe Commandeur[28]

## Kritik
Im Jahr 2017 vergab der Naturschutzbund Deutschland (NABU) seinen Negativpreis „Dinosaurier des Jahres“ an Joachim Rukwied. Zur Begründung gab der NABU an, Rukwied streite die Verantwortung der Landwirtschaft für das Artensterben ab und verharmlose konsequent alle Umweltprobleme, für die die industrielle Landwirtschaft die Hauptverantwortung trage – wie etwa das drastische Insekten- und Vogelsterben durch den Einsatz von Herbiziden oder die durch Dünger verursachten hohen Nitratkonzentrationen im Grundwasser. Zudem verteidige Rukwied beharrlich ein Milliarden Euro teures Subventionssystem, das zulasten von Natur, Landwirten und Steuerzahlern gehe. Er bekämpfe regelmäßig sämtliche Maßnahmen zur Verbesserung der Umweltbilanz der Agrarpolitik. Rukwied teilte in einem Statement mit, er freue sich über den Preis, weil er von vielen Berufskollegen und Mitgliedern als Auszeichnung verstanden werde.
im Jahr 2021 kritisierte ein Bericht des WDR den Deutschen Bauernverband (DBV) und den DBV-Präsidenten Rukwied wegen mangelnder Transparenz bezüglich ihrer Nähe zur Lebensmittel- und Chemieindustrie. Beispielsweise werde auf der Website des DBV nicht angegeben, dass Rukwied Vorstandsvorsitzender des Forums Moderne Landwirtschaft sei. Dieser Verein werde vom DBV, der Lebensmittelindustrie und der Agrochemie getragen. Der Bericht zitierte den grünen EU-Abgeordneten Martin Häusling mit dem Kommentar: „Wenn man sich die Vorstandsetage des Bauernverbandes anschaut, da wird man sehen, dass viele Bauernfunktionäre sehr eng mit der Ernährungsindustrie oder den großen Agrarhändlern verflochten sind.“ Es sei daher fraglich, ob der DBV wirklich die Interessen der kleinen Landwirte und der Bauernfamilien vertrete. Der DBV informiere auch nicht über die Vergütungen Rukwieds als Mitglied in Aufsichtsräten von Unternehmen wie Südzucker und BayWa (im Jahr 2020 hatte Rukwied von Südzucker 60.000 Euro erhalten und von BayWa 48.152 Euro). Guido Nischwitz, der eine Studie zu den Lobby-Verflechtungen in der Landwirtschaft verfasst hatte, sagte dazu: „Das sind Unternehmen, die hohe Umsätze und Gewinne mit den Landwirten erwirtschaften wollen, da liegt der Interessenkonflikt doch auf der Hand.“